# Талия (журнал, Россия)
«Талия» — журнал для любителей театра, выходивший в Москве в 1810 — 1812 годах. Один из первых репертуарных журналов. Печаталась в Москве, в Университетской типографии.Выходил по одному тому в год, всего их три. Том делился натрое, всего в 3 томах 9 частей.
Издатель — Д. И. Вельяшев-Волынцев. Он же инициатор издания, автор и спонсор.
В журнале печатались авторские переводы драм, опер; в первом номере стихотворение Д. И. Вельяшев-Волынцева «Александру Дмитриевичу Балашеву!» («Леон мне нравился: я перевел его…»).
В заключительном номере также давался перечень «имён особ, подписавшихся на сие издание».